# Grand Theft Auto: San Andreas (soundtrack)
De soundtrack van het videospel Grand Theft Auto: San Andreas bevat in totaal 11 radiozenders met 20 dj's die te beluisteren zijn tijdens het rijden in voertuigen in het spel.
Af en toe is er een nieuwsbericht, waarin wordt verteld wat er in San Andreas gebeurt. Daarnaast zijn er humoristische reclames voor fictieve producten, pretparken, wetsvoorstellen, fastfoodbedrijven, enz.

## Muziekstations

### Bounce FM
Dj: The Funktipus

Genre: funk, r&b

Nummerlijst:
- Zapp - I Can Make You Dance
- Kool & the Gang - Hollywood Swinging
- Ohio Players - Love Rollercoaster
- Ohio Players - Funky Worm
- Rick James - Cold Blooded
- Maze - Twilight
- Fatback Band - Yum Yum (Gimme Some)
- The Isley Brothers - Between the Sheets
- Ronnie Hudson & The Street People - West Coast Poplock
- Lakeside - Fantastic Voyage
- George Clinton - Loopzilla
- Dazz Band - Let It Whip
- Cameo - Candy
- MFSB - Love Is the Message
- Johnny Harris - Odyssey
- Roy Ayers - Running Away
- Gap Band - You Dropped a Bomb on Me

Samenvatting: Bounce FM is een funkradiostation met als presentator The Funktipus (ingesproken door George Clinton).

### Playback FM
Dj: Forth Right MC

Genre: gouden eeuw van de hiphop

Nummerlijst:
- Kool G Rap & DJ Polo - Road to the Riches
- Big Daddy Kane - Warm It Up, Kane
- Spoonie Gee - The Godfather
- Masta Ace - Me & The Biz
- Slick Rick - Children's Story
- Public Enemy - Rebel without a Pause
- Eric B. & Rakim - I Know You Got Soul
- Rob Base and DJ E-Z Rock - It Takes Two
- Gang Starr - B.Y.S.
- Biz Markie - The Vapors
- Brand Nubian - Brand Nubian
- Ultramagnetic MCs - Critical Beatdown

Samenvatting: Playback FM heeft als presentator Forth Right MC (ingesproken door Chuck D) en draait voornamelijk old-school hip-hop en muziek uit de gouden eeuw van de hiphop.

### Radio Los Santos
Dj: Julio G

Genre: West Coast-hiphop, gangstarap

Nummerlijst:
- 2Pac (feat. Pogo) - I Don't Give a Fuck
- Compton's Most Wanted - Hood Took Me Under
- Dr. Dre (feat. Snoop Dogg) - Nuthin' but a 'G' Thang
- Dr. Dre (feat. Snoop Dogg & RBX) - Fuck Wit Dre Day
- Dr. Dre & Snoop Dogg - Deep Cover
- Too Short - The Ghetto
- N.W.A - Alwayz into Somethin'
- N.W.A - Express Yourself
- Ice Cube - It Was a Good Day
- Ice Cube (feat. Das EFX) - Check Yo Self (Message Remix)
- Kid Frost - La Raza
- Cypress Hill - How I Could Just Kill a Man
- Eazy-E - Eazy-Er Said Than Dunn
- Above The Law - Murder Rap
- Da Lench Mob - Guerillas in tha Mist
- The D.O.C. - It's Funky Enough

Samenvatting: Radio Los Santos heeft als presentator Julio G, die in het echt ook dj is. Het station is gevestigd in Los Santos en draait gangstarap, West Coast-hiphop en gouden eeuw van de hiphop. Julio G is een zeer kalme en rustige persoon die ook een aantal kreten van voetgangers in het spel insprak.

### Master Sounds 98.3
Dj: Johnny "The Love Giant" Parkinson

Genre: funk, soul

Nummerlijst:
- Lyn Collins - Rock Me Again and Again
- Bob James - Nautilus
- Harlem Underground Band - Smokin' Cheeba Cheeba
- Lyn Collins - Think (About It)
- The Blackbyrds - Rock Creek Park
- War - Low Rider
- The J.B.'s - The Grunt
- Maceo & The Macks - Soul Power '74
- James Brown - Funky President
- Gloria Jones - Tainted Love
- Booker T. & the M.G.'s - Green Onions
- The Chakachas - Jungle Fever
- Maceo & The Macks - Cross the Tracks (We Better Go Back)
- Bobby Byrd - I Know You Got Soul
- James Brown - The Payback
- Bobby Byrd - Hot Pants
- Charles Wright & the Watts 103rd Street Rhythm Band - Express Yourself
- Sir Joe Quarterman & Free Soul - So Much Trouble in My Mind

Samenvatting: Master Sounds 98.3 heeft als presentator Johnny met bijnaam "The Love Giant" (ingesproken door Ricky Harris) en is gevestigd in San Fierro.

### K-Rose
Dj: Mary-Beth Maybell

Genre: country

Nummerlijst:
- Jerry Reed - Amos Moses
- Conway Twitty & Loretta Lynn - Louisiana Woman, Mississippi Man
- Desert Rose Band - One Step Forward
- Statler Brothers - New York City
- Statler Brothers - Bed of Rose's
- Asleep at the Wheel - The Letter That Johnny Walker Read
- Juice Newton - Queen of Hearts
- Hank Williams sr. - Hey Good Lookin'
- Patsy Cline - Three Cigarettes in an Ashtray
- Eddie Rabbitt - I Love a Rainy Night
- Willie Nelson - Crazy
- Mickey Gilley - Make the World Go Away
- Ed Bruce - Mamas Don't Let Your Babies Grow Up to Be Cowboys
- Merle Haggard - Always Wanting You
- George Strait - All My Ex's Live in Texas

Samenvatting: K-Rose heeft als presentator Mary-Beth Maybell (ingesproken door Riette Burdick), bevindt zich in Fort Carson in Bone County en draait klassieke countrymuziek. Uit haar gepraat tussen de nummers door blijkt dat Mary al verscheidene keren getrouwd is geweest waar ze openlijk over vertelt.

### CSR 103:9
Dj: Phillip "PM" Michaels

Genre: new jack swing

Nummerlijst:
- SWV - I'm So into You
- Soul II Soul - Keep On Movin'
- Samuelle - So You Like What You See
- En Vogue - My Lovin' (You're Never Gonna Get It)
- Johnny Gill - Rub You the Right Way
- Ralph Tresvant - Sensitivity
- Guy - Groove Me
- Aaron Hall - Don't Be Afraid
- Boyz II Men - Motownphilly
- Bell Biv DeVoe - Poison
- Today - I Got the Feeling
- Wreckx-N-Effect - New Jack Swing
- Bobby Brown - Don't Be Cruel

Samenvatting: Contemporary Soul Radio, afgekort met CSR 103:9, heeft als presentator Phillip Michaels met de bijnaam "PM" (ingesproken door Michael Bivins) en draait voornamelijk new jack swing. Michaels is een uiterst egocentrische man die het volgens hem tot een danser in muziekvideo's gemaakt kon hebben'.

### K-Jah West
Dj: Marshall Peters en Johnny Lawton

Genre: dub, reggae

Nummerlijst:
- Black Harmony - Don't Let It Go to Your Head
- Blood Sisters - Ring My Bell
- Shabba Ranks - Wicked Inna Bed
- Buju Banton - Batty Rider
- Augustus Pablo - King Tubby Meets Rockers Uptown
- Dennis Brown - Revolution
- Willie Williams - Armagideon Time
- I-Roy - Sidewalk Killer
- Toots & the Maytals - Funky Kingston
- Dillinger - Cokane in My Brain
- Pliers - Bam Bam
- Barrington Levy - Here I Come
- Reggie Stepper - Drum Pan Sound
- Black Uhuru - Great Train Robbery
- Max Romeo & The Upsetters - I Chase the Devil
- Toots and The Maytals - Pressure Drop

Samenvatting: K-Jah West heeft als presentator Marshall Peters en Johnny Lawton (respectievelijk ingesproken door Lowell Dunbar en Robbie Shakespeare, beter bekend als Sly and Robbie). K-Jah West draait reggaemuziek.

### K-DST
Dj: Tommy "The Nightmare" Smith

Genre: classic rock

Nummerlijst:
- Foghat - Slow Ride
- Creedence Clearwater Revival - Green River
- Heart - Barracuda
- Kiss - Strutter
- Toto - Hold the Line
- Rod Stewart - Young Turks
- Tom Petty - Runnin' Down a Dream
- Joe Cocker - Woman to Woman
- Humble Pie - Get Down to It
- Grand Funk Railroad - Some Kind of Wonderful
- Lynyrd Skynyrd - Free Bird
- America - A Horse with No Name
- The Who - Eminence Front
- Boston - Smokin'
- David Bowie - Somebody Up There Likes Me
- Eddie Money - Two Tickets to Paradise
- Billy Idol - White Wedding

Samenvatting: K-DST, ook wel "The Dust" genoemd, heeft als presentator Tommy "The Nightmare" Smith (ingesproken door Axl Rose van de rockband Guns N' Roses). K-DST is gevestigd in Los Santos en speelt classic rock.
Tommy heeft een hekel aan Sage, de DJ van Radio X. Dit is ironisch te noemen, omdat Radio X Welcome to the Jungle van Axl Rose zelf speelt. Voordat het nummer wordt gespeeld, zegt Sage dat ze ooit eens seks heeft gehad met Axl Rose.

### Radio X
Dj: Sage

Genre: alternatieve rock, heavy metal

Nummerlijst:
- Helmet - Unsung
- Depeche Mode - Personal Jesus
- Faith No More - Midlife Crisis
- Danzig - Mother
- Living Colour - Cult of Personality
- Primal Scream - Movin' On Up
- Guns N' Roses - Welcome to the Jungle
- L7 - Pretend We're Dead
- Ozzy Osbourne - Hellraiser
- Soundgarden - Rusty Cage
- Rage Against the Machine - Killing in the Name
- Jane's Addiction - Been Caught Stealing
- The Stone Roses - Fools Gold
- Alice in Chains - Them Bones
- Stone Temple Pilots - Plush

Samenvatting: Radio X heeft als presentator Sage (ingesproken door Jodie Shawback) en draait alternatieve en moderne rockmuziek. Sage is een egocentrische vrouw met een duidelijke obsessie voor het geluid van haar eigen stem, samen met seks, drugs en kruidnagelsigaretten. Dit komt vooral naar voren als er door twee luisteraars naar de studio gebeld wordt.

### SF-UR
Dj: Hans Oberlander

Genre: klassieke house, acid house, deephouse

Nummerlijst:
- Jomanda - Make My Body Rock
- 808 State - Pacific
- The Todd Terry Project - Weekend
- Nightwriters - Let the Music Use You
- Marshall Jefferson - Move Your Body
- Maurice - This Is Acid
- Mr. Fingers - Can You Feel It?
- A Guy Called Gerald - Voodoo Ray
- Cultural Vibe - Ma Foom Bey
- CeCe Rogers - Someday
- Robert Owens - I'll Be Your Friend
- Frankie Knuckles - Your Love
- Joe Smooth - Promised Land
- 28th Street Crew - I Need a Rhythm
- Raze - Break 4 Love
- Fallout - The Morning After

Samenvatting: San Fierro Underground Radio, kortweg SF-UR, heeft als presentator de Duitse dj Hans Oberlander (ingesproken door Lloyd Floyd). SF-UR bevindt zich in San Fierro en draait alle soorten house muziek.

## Praatstations
Naast muziekstations is er ook een praatstation, waar alleen wordt gediscussieerd en waar nieuws op komt.

### WCTR
West Coast Talk Radio, afgekort als WCTR, is een praatstation. Gelegen in Los Santos, WCTR bestaat uit verschillende programma's waaronder het nieuws, "Gardening with Maurice", "I Say/You Say", "Lonely Hearts Show", "Area 53", en de "The wild traveller".